# Musculus obliquus capitis superior
De musculus obliquus capitis superior of bovenste schuine hoofdspier is een nekspier die loopt van het dwarsuitsteeksel of de massa lateralis van de eerste halswervel naar het achterhoofdsbeen tussen de lineae nuchae inferior et superior. Bij eenzijdig samentrekken, draait het hoofd de tegengestelde richting op. Bij dubbelzijdig samentrekken buigt het hoofd achterover. Hij wordt geïnnerveerd door de nervus suboccipitalis.